# Distretto di Shravasti
Il distretto di Shravasti è un distretto dell'Uttar Pradesh, in India, di 1 175 428 abitanti. È situato nella divisione di Devipatan e il suo capoluogo è Bhinga.